# Фелинг, Фердинанд
Фердинанд Фелинг (нем. Ferdinand Fehling; 11 ноября 1875, Любек — 8 декабря 1945, Вальдхильсбах) — немецкий историк, профессор Гейдельбергского и Гамбургского университетов.

## Биография
Фердинанд Фелинг родился 11 ноября 1875 года в Любеке; его семья вела свою историю, начиная с середины XVII века. Фердинанд был сыном юриста, сенатора и мэра Эмиля Фердинанда Фелинга (1847—1927), братом Фердинанда был режиссер и театральный актер Юрген Карл Гейбель Фелинг (1885—1968). Фердинанд посещал любекскую гимназию «Катаринеум», которую успешно окончил в 1894 году; затем он получал высшее образование по немецкому языку и истории. В 1900 году Фердинанд Фелинг защитил диссертацию в Берлине и стал кандидатом наук. В 1906 году он защитил докторскую диссертацию в Гейдельбергском университете. Считался специалистом по истории Пруссии; с 1912 года он состоял экстраординарным профессором истории в университете Гейдельберга, а с 1920 года — в Гамбургском университете.
11 ноября 1933 года Фердинанд Фелинг был среди более 900 ученых и преподавателей немецких университетов и вузов, подписавших «Заявление профессоров о поддержке Адольфа Гитлера и национал-социалистического государства». Фелинг скончался 8 декабря 1945 года в Вальдхильсбахе.

## Семья
Фердинанд Фелинг дважды становился зятем Макса Планка: Фелинг сначала, в 1914 году, женился на одной из дочерей Планка, Грете (1889—1917), а затем, в 1919 — на ее сестре-близнеце Эмме (1889—1919); обе они умерли при рождении дочерей.

## Работы
- Kaiser Friedrich II. und die römischen Cardinäle in den Jahren 1227 bis 1239, Dissertation 1900.
- Frankreich und Brandenburg in den Jahren 1679 bis 1684; Beiträge zur Geschichte der Allianzverträge des Großen Kurfürsten mit Ludwig XIV.; Abschnitt I bis III, Leipzig 1906.
- Hrsg.: Urkunden und Actenstücke zur Geschichte des Kurfürsten Friedrich Wilhelm von Brandenburg. G. Reimer, Berlin 1911. Auswärtige Acten, Bd. 4, Teile 1+2: Frankreich, 1667—1688.
- Die unpolitische Art des Deutschen und ihre Überwindung. Vortrag erstmals gehalten vor der deutschnationalen Studentengruppe der Universität Heidelberg am 11. November 1919. Heidelberg 1919.
- Aus meinem Leben. O. Quitzow, Lübeck 1929.